# エド・デ・ワールト
エド・デ・ワールト（Edo de Waart, 1941年6月1日 - ）は、オランダの指揮者。管弦楽曲とオペラの両面に精通しており、とりわけオーケストラ・ビルダーとして傑出した能力で知られている。10を超える団体の音楽監督、首席指揮者を歴任し、数々のオーケストラを一流のアンサンブルへと育ててきた。

## 来歴
アムステルダム・スウェーリンク音楽院でオーボエとピアノを学び1962年に卒業。翌年、アムステルダム・コンセルトヘボウ管弦楽団の次席オーボエ奏者に任命される。1964年に23歳で、ニューヨークのディミトリー・ミトロプーロス指揮コンクールで優勝。賞の副賞として、ニューヨーク・フィルハーモニックでレナード・バーンスタインの助手を1年間経験する。オランダに帰国後、ベルナルト・ハイティンクのもとコンセルトヘボウ管弦楽団の指揮者助手に任命される。
1967年にオランダ管楽合奏団とロッテルダム・フィルハーモニー管弦楽団の二つの団体の指揮者に任命され、1973年から1985年までロッテルダム・フィル音楽監督に就任する。
1975年にサンフランシスコ交響楽団におけるデビューを果たし、翌年から首席客演指揮者、1977年から1985年まで音楽監督に就任する。ワールト在任中の1980年には、オーケストラ専用ホールであるデイヴィース・シンフォニー・ホールが完成し、サンフランシスコ・オペラおよびバレエとウォー・メモリアル・オペラ・ハウスを共同利用する必要がなくなっため、ワールトはこれに際し新たなメンバー20名を採用している。また、1978年には、サンフランシスコ音楽院で教鞭をとっていた作曲家ジョン・アダムズを「ニュー・ミュージック・アドヴァイザー」に採用し、1982年から1985年にかけては「コンポーザー・イン・レジデンス」のポストを提供して、『ハルモニーレーレ』の録音を遺した。さらにはピエール・モントゥー時代の1947年以来行われていなかったアメリカ・ツアーを実施し、1980年および1983年にニューヨーク、シカゴ、ワシントンDC、西海岸をめぐった。サンフランシスコを離れる時には、精魂尽きたと感じるほど同楽団に力を注いだ。
1986年から1995年までミネソタ管弦楽団首席指揮者を務める。1989年にオランダ放送フィルハーモニー管弦楽団首席指揮者に就任。1995年から2004年までシドニー交響楽団首席指揮者 兼 芸術顧問に就任。2004年から2012年まで香港フィルハーモニー管弦楽団音楽監督、2009年よりミルウォーキー交響楽団音楽監督に就任した（2017年9月から桂冠指揮者）。2011年から2016年までロイヤル・フランダース・フィルハーモニー管弦楽団（アントワープ交響楽団）首席指揮者を務めた。2016年3月から2019年11月までニュージーランド交響楽団音楽監督（2019年11月から名誉指揮者）。2015年1月に、サンディエゴ交響楽団の第一指揮者に就任。2019年1月に、新設されたサンディエゴ響首席客演指揮者に就任。
これまでに、ベルリン・フィルハーモニー管弦楽団やライプツィヒ・ゲヴァントハウス管弦楽団、フィルハーモニア管弦楽団、ロイヤル・フィルハーモニー管弦楽団、スイス・ロマンド管弦楽団、ボストン交響楽団、クリーヴランド管弦楽団、ロサンジェルス・フィルハーモニック、シカゴ交響楽団などの世界各地の主要なオーケストラを指揮したほか、日本ではNHK交響楽団、読売日本交響楽団、新日本フィルハーモニー交響楽団、名古屋フィルハーモニー交響楽団などに客演した。
2002年3月に、1999年より就任してきたネーデルラント・オペラ首席指揮者の地位を2004年に去ると宣告。辞任の理由として、家庭人として幼い2人の子供との時間を大切にしたいとの旨が述べられた。しかしながら「トロウTrouw 」紙のインタビューに応じて、ネーデルラント・オペラ支配人のピエール・オーディ（Pierre Audi）と《ローエングリン》や《蝶々夫人》の理想的な上演をめぐって不和が生じたことに触れ、「方向性において人間性や感情を」読み違えたと述べた。
2024年4月、引退を発表した。

## 人物
オーボエ奏者出身ということもあり、リハーサルの休憩時には、オーケストラのオーボエ奏者に「楽器はどこのメーカーのものか」と尋ねることもあるという。

## レパートリー
20世紀音楽の熱心な擁護者として、サンフランシスコ時代にジョン・アダムズやスティーヴ・ライヒらの作品を初演・録音した。オペラ指揮者としても頻繁に活躍、1971年にサンタフェ・オペラでデビューして以来、1975年にヒューストン・グランド・オペラ、1976年にコヴェント・ガーデン王立歌劇場、1979年にバイロイト音楽祭に出演。1980年には《ニーベルングの指環》4部作をサンフランシスコ・オペラで上演した。近年は、バスティーユ歌劇場で《薔薇の騎士》を、メトロポリタン歌劇場で《フィガロの結婚》を上演したほか、アムステルダムで《フィデリオ》、《トロイアの人々》、《ウェルテル》、《蝶々夫人》、《カーチャ・カバノヴァー》、《マクロプーロス事件》、《ピーター・グライムズ》を制作した。そのほかにも最近では、ジュネーブ大劇場で《ボリス・ゴドゥノフ》を、ザルツブルク音楽祭で《フィガロの結婚》を、サンタフェ・オペラで《ベアトリスとベネディクト》を上演。シドニーでは、1995年より演奏会形式で《指環》4部作を指揮し、2000年度シドニー・オリンピック芸術祭の一部として上演された《神々の黄昏》において、このプロジェクトを頂点へと至らしめた。
サンフランシスコ交響楽団や、アムステルダム・コンセルトヘボウ管弦楽団、オランダ放送フィルハーモニー管弦楽団、シドニー交響楽団と共演して制作した録音は、膨大な数に残る。上記の現代音楽のほかに、グリーグやリヒャルト・シュトラウス、ラフマニノフなどのレパートリーを得意とするが、近年はいわゆる「シンフォニック・ワーグナー」をシリーズ化し、《指環》・《トリスタンとイゾルデ》・《パルジファル》の3作の管弦楽抜粋版を録音、発表されたCDはコンセプチュアル・アート風のジャケットとあいまって音楽愛好家の目と耳を驚かせた。